# Georges Michel

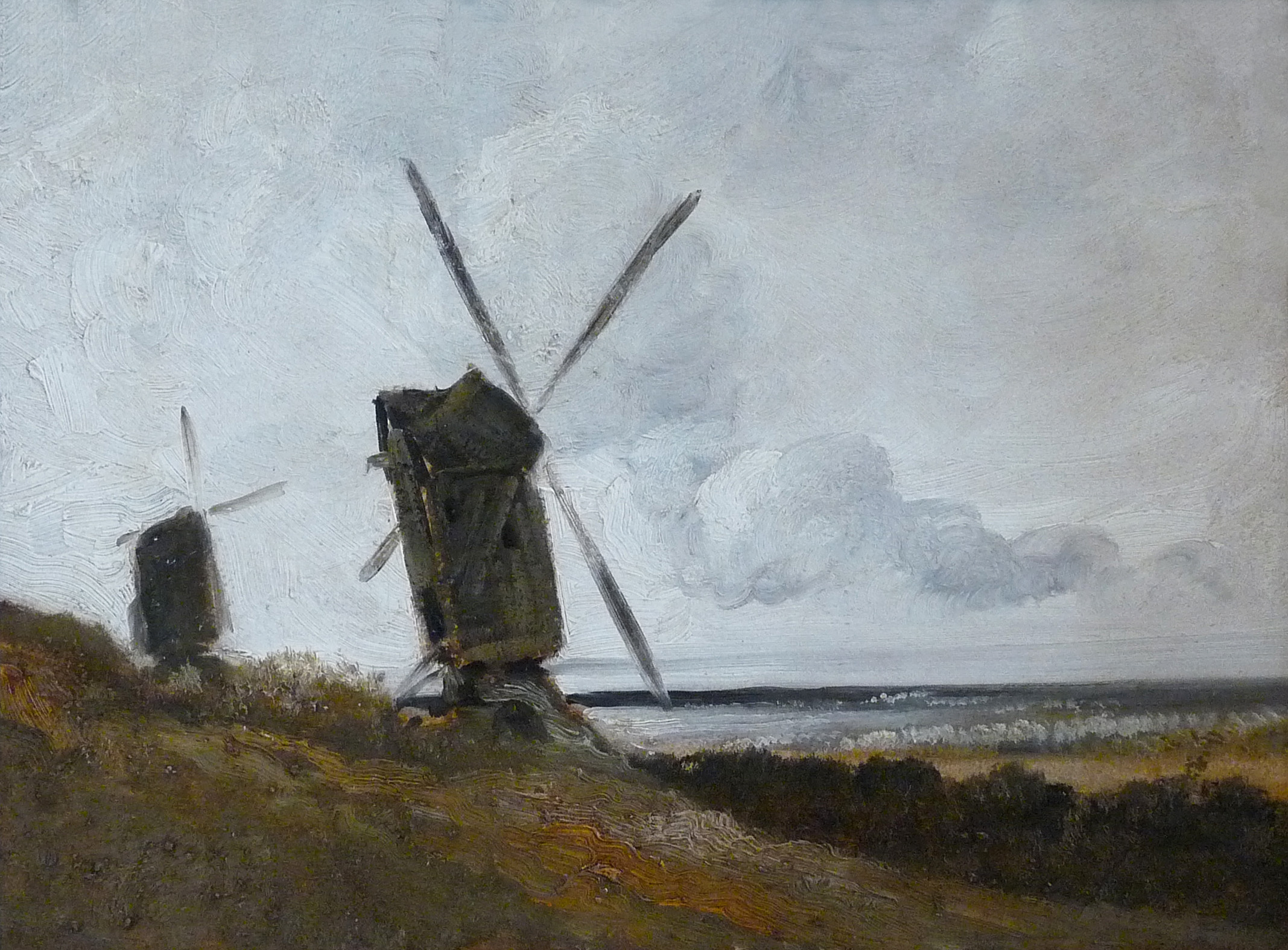
Georges Michel, landskap med väderkvarnar.

Georges Michel, född den 12 januari 1763 i Paris, död där den 7 juni 1843, var en fransk målare.
Michel målade landskap med figurer i klassisk stil, till dess han, påverkad av nederländska målare, började göra studier efter naturen utanför Paris, huvudsakligen på Montmartre, som ännu på denna tid hade en lantligt idyllisk karaktär. Michel blev kallad "Montmartres Ruisdael". Utan att komponera sina motiv efter godkända regler tog han dem sådana han fann dem utanför sin dörr, målade en väderkvarn, ett hus, en träddunge mot en molnig himmel, mot solnedgång eller i storm och sökte framför allt återge stämningen. Han åstadkom en otalig mängd dylika studier; hans föredrag blev brett och fritt, och han blev en föregångare till representanterna för det intima stämningslandskapet. Ibland gjorde han utfärder till Normandie samt målade kust- och havsstudier. På äldre dagar restaurerade han målningar för Louvremuseet. Han är representerad där, i Musée Carnavalet och i Mesdags museum i Haag.